# Santa-Maria-Siché
Santa-Maria-Siché é uma comuna francesa na região administrativa de Córsega, no departamento de Córsega do Sul. Estende-se por uma área de 10,67 km². 